# 江西瑞金大屠杀

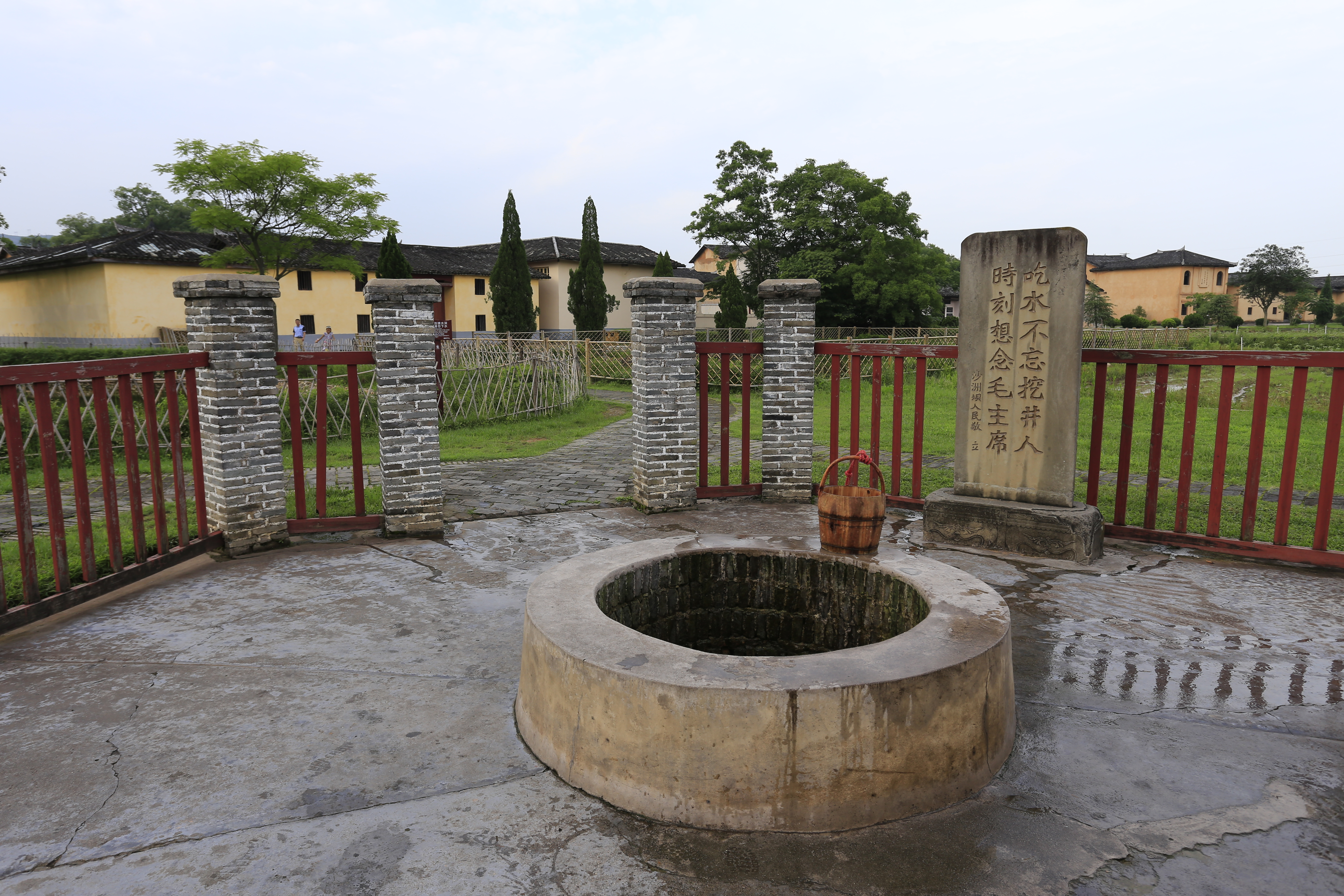
瑞金沙洲坝革命旧址碑刻“吃水不忘挖井人，时刻想念毛主席”。文革期间当地曾发生屠杀事件。

江西瑞金大屠杀，又称“民办枪毙”，是中华人民共和国“文化大革命”期间发生在江西省瑞金县等地的一系列大屠杀事件。发生于1968年9月23日至10月初，据统计，瑞金县的屠杀死亡人数为300余人、兴国县为270余人、于都县为500余人，总计1000余人。屠杀的实施者为当地人民公社、生产大队干部或民兵，受害者多为黑五类及其亲属，其中瑞金县受害者年龄最大的80岁、最小的11岁，杀人方式主要包括枪毙、石砸、木棒打、刀子捅、推下悬崖等等。
瑞金大屠杀发生于“清理阶级队伍”期间，时任江西省革命委员会主任、省委书记的程世清于1968年8月上旬在全省发起“三查运动”（即“查叛徒、查特务、查现行反革命”运动），造成全省上万人死亡，其中被逼自杀超5000人。1968年9月22日，瑞金县召开各公社专案组长会议，强调深入开展“三查运动”，搞权力下放、“民办枪毙”，要拿出“成绩”向国庆献礼。此后，公社、大队干部可以随便杀人，无需立案、不要证据、不要审批。9月底10月初，局势逐渐失控，当地革命委员会多次制止，屠杀才逐渐结束。

## 屠杀历史

### 历史背景
1966年5月，毛泽东等人在中国大陆发动了文化大革命；1967年1月，上海爆发“一月风暴”，各地造反派展开了夺权运动。1月26日起，在“江西省造反派革命委员会”头目万里浪、涂烈的策划下，江西各造反派组织严重对立、武斗事件不断发生。4月，在万里浪等人策动下，数百人强行冲击江西省军区，抢走省军区党委会议记录本、军用地图和大批机密文件，赶走了军管会的14个军代表。此后，周恩来的委派福州军区第二政委刘培善来到江西处理局势，但6月1日即遭到江西造反派的绑架，刘培善被强行押到北京进行批斗。6月29日凌晨起，万里浪一伙又先后抢夺了工厂民兵、军分区哨兵、军区政治部、警卫团等地的枪，此后江西全省各地夺枪不止，共有8.5万支枪、子弹1524万发被抢。
1967年8月10日，受毛泽东指派的周恩来、陈伯达、肖华、姚文元等人在人民大会堂江西厅接见了江西四方代表全体来京人员，共1300余人，中共中央作出《关于处理江西问题的决定》，并紧急调时任济南军区26军政委、开国少将程世清带领26军76师和坦克团到江西制止“武斗”。程世清先后出任江西省革命委员会筹备小组组长、省革命委员会主任、省委第一书记，被称为“江西王”。在1967年8月到10月的两个月内，江西“支左”部队在程世清领导下，收缴上来了5万多条枪，初步稳定住了江西的局势。而程世清的表现也受到了毛泽东等中央领导的认可，并在江西站稳了脚跟。

### 屠杀过程

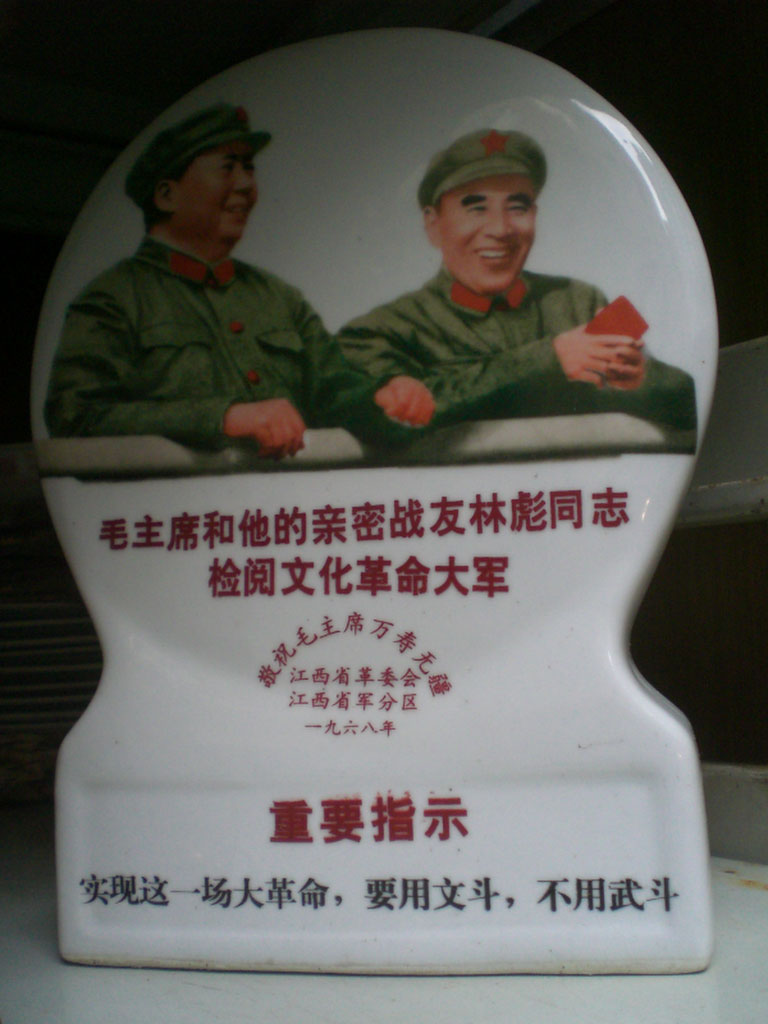
1968年江西省革委会、江西省军分区所制文革宣传物品

1968年5月，毛泽东发动“清理阶级队伍”的政治清洗，同年8月5-10日，程世清主持召开全省革委三次全会，在全省发起“三查运动”（即“查叛徒、查特务、查现行反革命”运动），大搞阶级运动。据不完全统计，“三查”运动展开的1-2个星期内，江西全省有超过5,000人被逼自杀。截止8月20日，瑞金县全县共揪出三查对象5,319人，其中叛徒830人、特务266人、顽固不化的走资派48人、没有改造好的地富反坏右分子2,354人、现行反革命和反革命两面派94人，还破获了反革命组织49起（331人）。
1968年9月22日，瑞金县召开各公社专案组长会议，强调深入开展“三查运动”，学习广东一些地方的经验，搞权力下放、“民办枪毙”，要拿出“成绩”向国庆献礼。此后，公社、大队干部可以随便杀人，无需立案、不要证据、不要审批。当时一个口号为“群众办案、群众定性、群众判刑。” 仅23日、24日两天之内，瑞金全县各公社、大队就大约杀了120多人。
9月下旬，瑞金大屠杀的消息上报到了中央，关于屠杀消息如何传到中央，有研究人员指出有两个版本：一个版本说是福州军区某首长的小车经过瑞金沙洲坝公社一个河滩时，看到当地清水大队杀死的8个人死状惨烈，下车知道实情后马上上报到了中央；另一个版本认为是瑞金籍少将钟辉的侄子被杀，身处北京的钟辉则上报了周恩来，后者随即下令停止屠杀。9月底10月初，局势逐渐失控，当地革命委员会多次制止，屠杀才逐渐结束。

## 屠杀方式
瑞金屠杀的杀人方式主要包括枪毙、石砸、木棒打死、刀子捅死、梭标刺死、推下悬崖等等。
- 瑞金一理发店内的两个剃头师傅说第三个师傅是“现行反革命”，于是此二人就成立了一个“革命群众法庭”，拿起《毛主席语录》，对第三个师傅说：“根据《毛主席语录》第几页第几条，现在判处你死刑，立即执行。”此二人随即把第三人杀死，并在理发店门口张贴了一张布告[11]。
- 一个人民公社将被扣上各类“分子”名号的人集中起来，命令他们到山上去分散开挖树洞，如果谁报告说“挖好了”，看押挖洞的贫下中农就一顿铁锄把他打死，埋在那个“树洞”里[11]。

## 死亡人数
该屠杀发生于1968年9月23日至10月初，据统计，瑞金县的屠杀死亡人数为300余人、兴国县为270余人、于都县为500余人，总计1000余人。在当时瑞金的18个公社、260余个生产大队中，以律阳公社杀人最多，其次有安治、壬田、沙洲坝、日东、叶坪、黄柏等5个公社杀人较多。此外，江西省萍乡地区也出现了类似的“民办枪毙”。
- 另有说法，瑞金县各公社仅从9月23日起至10月7日，杀了177人，年龄最大的70岁，最小的只有11岁[2][4][5][7][12]。
- 亦有研究人员采访了熟悉1972年瑞金平反专案组情况的老作家曾某某先生，认为瑞金县具体死亡数字是222人[3]。

## 案件平反及后续
据相关人士调查，1972年，江西赣州地委曾成立了以赣州公安局葛凤翔处长为督导组长的平反专案组，对瑞金大屠杀进行了调查。赵树林、徐崇忠和王立荣等一批当地县、公社领导分别受到撤职、降级等处分，县委书记徐崇忠在全县干部大会上作了检讨，大屠杀受害者家属得到了一定的赔偿金。
1972年，程世清被隔离审查，1978年10月被正式逮捕、关押在北京秦城监狱。1982年1月，程世清获释，在获释前中国人民解放军军事检察院向其宣读了中国人民解放军军事检察院（82）军检免字第7号《免予起诉决定书》，认定“鉴于被告人程世清犯罪情节较轻，根据《刑法》第三十二条的规定，决定免予起诉，予以释放”。

## 延伸阅读
- 汝其《支左日记》，原载于《天涯》（1999年）。